# 恩彩
權彩媛（1999年5月26日—），藝名為恩彩（은채），韓國女歌手、演員，2016年加入韓國女子團體DIA出道，隊內擔任主唱。擅長樂器: 烏克麗麗、口琴、口風琴和合成器。

## 經歷

### 出道前
曾在ENSOUL、Fantagio和Polaris娛樂作為練習生。

### 2016年
3月7日MBK娛樂宣布DIA加入新成員權彩媛，DIA改為6人體制進行活動並積極準備回歸新作品。
6月1日彩媛使用藝名恩彩進行活動。
6月14日以MBK娛樂旗下女子團體DIA發行專輯《Happy Ending》正式出道，在DIA中擔任主唱。
9月12日發行第二張迷你專輯《Spell》。
12月24日、25日在首爾舉辦《第一次奇蹟》演唱會中，和Jenny、恩真組成B分隊L.U.B，演唱自創曲〈13월 32일〉(13月32日)。演唱會結束後，12月31日正式發布數位音源。

### 2017年
1月12日至20日，以小分隊L.U.B (Lovely Unit B 短寫)，與恩真、Jenny於音樂節目演出〈13월 32일〉(13月32日)。
4月19日，DIA發行第二張正規專輯《YOLO》。
7月19日，播出以恩彩為女主角的網路劇《閃耀的娜拉》。
8月22日，DIA發行第三張迷你專輯《Love Generation》。

### 2022年
9月17日，與PocketDol Studio合約到期不續約，DIA解散。

### 2023年
開始以權彩媛為名活動，參加選秀節目Universe Ticket，於第五集被淘汰。

## 戲劇作品

### 網路或其他戲劇
| 年份   | 播出平台            | 劇名                   | 角色   | 備註       |
| 2016年 | DIA第一次奇蹟演唱會 | 《Happy Ending》第一部 | 崔恩彩 | 與DIA 彩娟 |
| 2017年 | Tooniverse頻道      | 《閃耀的娜拉》         | 光娜   | 女主角     |

## 外部連結
- 恩彩的Instagram帳戶